# Joe's Garage
Joe's Garage (Acts I, II & III) è un triplo album di Frank Zappa, suo decimo lavoro solista, pubblicato nel 1979.
L'album raggiunse la prima posizione in Norvegia per 2 settimane, la seconda in Svezia e l'ottava in Austria e disco d'oro in Canada con Joe's Garage Act I e la terza in Norvegia, la quarta in Svezia e la nona in Austria con Joe's Garage Acts II & III.
Il singolo Joe's Garage raggiunse la quarta posizione in Norvegia.

## Il disco
L'opera è divisa in tre atti. I tre vinili che originariamente la costituivano non furono, in realtà, pubblicati insieme: per evitare di mettere sul mercato un album triplo difficile da vendere, soprattutto per il costo, venne fatto uscire prima un LP singolo (Act I) e poi un album doppio (Acts II & III).
Si tratta di un vero e proprio concept album il cui filo conduttore è affidato alla narrazione del Central Scrutinizer: una sorta di Grande Fratello che introduce le avventure e disavventure del protagonista che, partendo dal ricordo del garage in cui suonava con la sua band di amici, finisce per perdere la propria spensieratezza incontrando nuove religiosità (nello specifico, seppur non esplicitamente nominata, Scientology. Infatti la frase "pays a lot of money to L. Ron Hoover and the Church of Appliantology", contenuta nella canzone A Token of My Extreme, è un chiaro riferimento a L. Ron Hubbard fondatore di Scientology), e sesso virtuale ante-litteram, oltre a ritrovarsi in una nazione in cui è proibita ogni forma di musica.
Alla fine Joe, imprigionato e sull'orlo della follia, può solo immaginare un assolo di chitarra (Watermelon in Easter Hay) per poi lasciare spazio ad un brano liberatorio e volutamente leggero (A Little Green Rosetta): il Central Scrutinizer potrà così affermare che se la storia di Joe non bastasse a convincere l'ascoltatore che la musica sia un male, tale cosa potrà essere più chiara se espressa con la sua reale voce (quella di Zappa).

## Tracce

### Atto I
Testi e musiche di Frank Zappa.
1. The Central Scrutinizer – 3:28
2. Joe's Garage – 6:10
3. Catholic Girls – 4:26
4. Crew Slut – 6:31
5. Fembot in a Wet T-Shirt – 4:45
6. On the Bus – 4:19
7. Why Does It Hurt When I Pee? – 2:36
8. Lucille Has Messed My Mind Up – 5:43
9. Scrutinizer Postlude – 1:35

Durata totale: 39:33

### Atto II
1. A Token of My Extreme – 5:30
2. Stick It Out – 4:34
3. Sy Borg – 8:56
4. Dong Work for Yuda – 5:03
5. Keep It Greasey – 8:22
6. Outside Now – 5:50

Durata totale: 38:15

### Atto III
1. He Used to Cut the Grass – 8:35
2. Packard Goose – 11:34
3. Watermelon in Easter Hay – 9:09
4. A Little Green Rosetta – 8:15

Durata totale: 37:33

## Formazione
- Frank Zappa – arrangiamenti, direzione, tastiere, canto, voce recitante (nel ruolo del Central Scrutinizer), chitarra
- Arthur Barrow – cori, basso
- Jimmy Carl Black – batteria, percussioni
- Marginal Chagrin – sassofono baritono
- Dale Bozzio – voce (nel ruolo di Mary)
- Terry Bozzio – voce, batteria
- Vinnie Colaiuta – batteria, percussioni
- Warren Cuccurullo – chitarra, voce, coro, organo
- Geordie Hormel – coro
- Barbara Isaak – coro
- Jeff – sassofono tenore
- Al Malkin – voce
- Ed Mann – voce, percussioni
- Tommy Mars – tastiere
- Patrick O'Hearn – basso
- Craig ''Twister'' Steward – armonica a bocca
- Stumuk – sassofono
- Denny Walley – voce, chitarra
- Ike Willis – voce
- Peter Wolf – tastiere

## Crediti tecnici
- Frank Zappa – Produttore
- Steve Alsberg – Project Coordinator
- Joe Chiccarelli – Ingegnere e tecnico del suono
- Tom Cummings – Assistant
- Ferenc Dobronyi – Cover Design
- Mick Glossop – Remixing
- Jack Hunt – Mastering
- Thomas Nordegg – Assistant
- Steve Nye – Remixing
- Stan Ricker – Mastering
- Norman Seeff – Fotografo
- John Williams – Artwork